# NGC 6897
NGC 6897 is een spiraalvormig sterrenstelsel in het sterrenbeeld Steenbok. Het hemelobject werd op 28 juni 1863 ontdekt door de Duitse astronoom Albert Marth.

## Alshat
Vanaf de aarde gezien bevinden de sterrenstelsels NGC 6897 en NGC 6898 zich een halve graad ten noordnoordoosten van de ster Alshat. Amateurastronomen kunnen Alshat aanwenden als gidsster om op zoek te gaan naar beide sterrenstelsels.

## Synoniemen
- MCG -2-52-1
- IRAS 20182-1224
- PGC 64513